# Weltökologie
Weltökologie ist ein globales Gespräch von Akademikern, Aktivisten und Künstlern, die sich für das Verständnis der menschlichen Beziehungen von Macht, Produktion und Umweltgestaltung im Netz des Lebens einsetzen. Zu den Schlüsselfiguren der Weltökologie-Konversation gehören Jason W. Moore, Sharae Deckard, Raj Patel, Christian Parenti, Tony Weis, Neil Brenner, Kerstin Oloff, Andrej Grubacic und Marion Dixon. Seit 2015 sponsert das World-Ecology Research Network eine jährliche Konferenz.

## Linien und Ursprünge der Weltökologie-Konversation
Die Weltökologie stützt sich auf eine Vielzahl von transdisziplinären, kritischen Traditionen in den Human- und Naturwissenschaften. Der Begriff Weltökologie geht auf Jason W. Moores Neuinterpretation von Karl Marx, Fernand Braudel und Immanuel Wallerstein zurück. Für Braudel und Wallerstein muss der Aufstieg des Kapitalismus als die Entstehung einer Weltwirtschaft verstanden werden: nicht die „Wirtschaft der Welt“, sondern eine regionale Arbeitsteilung, die durch ihre räumlich notwendige Arbeitsteilung begrenzt ist. Die Geschichte des Kapitalismus markiert daher die geografische Ausdehnung einer Weltwirtschaft, die erst im zwanzigsten Jahrhundert global wird. In Moores früher Formulierung konnte die kapitalistische Weltwirtschaft nicht von ihrer Umweltgeschichte getrennt werden: Der Kapitalismus ist eine „Weltökologie“, deren Geopolitik und Wirtschaftsleben in einer besonders dynamischen – und gewalttätigen – Beziehung zu den Lebensnetzen verwurzelt war. Dies zeige sich in zweierlei Hinsicht, argumentierte Moore. Erstens erfordere der Kapitalismus als System der endlosen Kapitalakkumulation eine ständige Suche nach neuen, kostenintensiven Naturen – einschließlich versklavter Menschen. Zweitens erschöpften die Zerstörung und Ausbeutung durch kapitalistische Monokulturen und extraktive Systeme die in einer früheren Ära entdeckten billigen Naturen und setzten neue Grenzen der gewaltsamen Akkumulation in Gang. So wie Wallerstein zuvor die kapitalistische Weltwirtschaft als eine Synthese von Geopolitik und transnationalen Warensystemen hervorgehoben hatte, schlug Moore die Weltökologie als eine Synthese von weltwirtschaftlichen Ansätzen mit der Umweltgeschichte im weitesten Sinne vor.

## Beziehung zum Kapitalismus

Der Kapitalismus ist ein Konzept, das oft im Zusammenhang mit der Weltökologie diskutiert wird.

Der Kapitalismus ist ein Konzept, das häufig in Verbindung mit der Weltökologie diskutiert wird. Bei der Diskussion um die Weltökologie steht die historische Entwicklung der Klassengesellschaft im Holozän im Vordergrund. Die meisten weltökologischen Forschungen konzentrieren sich auf den historischen Kapitalismus, der als eine differenzierte Einheit von Macht, Profit und Leben verstanden wird.
Der Hauptgrund, den Kapitalismus in das neue Forschungsparadigma einzubeziehen, besteht darin, den Kapitalismus als eine Weltökologie zu betrachten: In dieser Sichtweise werden die traditionellen Konzepte des Kapitalismus umgestaltet, um begriffliche Unklarheiten zu beseitigen: Man geht davon aus, dass Kapitalismus, Natur und Staat als ein einziges Ganzes und nicht als getrennte Einheiten funktionieren.
Der Vorschlag, den Kapitalismus als eine Weltökologie zu betrachten, stammt von Professor Jason W. Moore – eine Perspektive, die oft als „kapitalistische Weltökologie“ bezeichnet wird. Moore stellt die These auf, dass die Idee der „Verbilligung“ oder Degradierung von Schlüsselbereichen des Lebens elementar für die Zyklen von Kapital, Macht und Natur ist, die im modernen kapitalistischen Weltökologiesystem existieren. In seiner Gesamtheit kann dieses Konzept als das Kapitalozän klassifiziert werden. Die Idee des Kapitalozäns bezeichnet den Kapitalismus als ultimative Triebkraft des Klimawandels, gestützt durch Beweise für die Billigproduktion und verschiedene Dimensionen der Ungleichheit.
Moores Vorschlag wurde von anderen Wissenschaftlern in ihren Arbeiten zu kapitalismusbezogenen Themen aufgegriffen und erweitert: Einer von ihnen ist der Assistenzprofessor Aaron Jakes, der die Sichtweise des Kapitalismus als Weltökologie nutzte, um den historischen Fall Ägyptens zu analysieren, als die britische Regierung die Außenpolitik im Hinblick auf die Baumwollproduktion betrieb. Die Sichtweise des Kapitalismus als Weltökologie verwirft die Vorstellung, dass Natur und Gesellschaft größtenteils unverbundene und getrennte Einheiten sind, und stellt klar, dass Natur und Gesellschaft ein verwobenes System komplizierter Beziehungen bilden.

## Weltökologie und Weltliteratur
So wie die Weltökologie sich zum Teil auf die Korrektur vergangener Ansichten über Kapitalismus und Natur bezieht, geht es beim Thema Weltökologie in Verbindung mit Weltliteratur um die Veränderung der Darstellung des Kapitalismus in literarischen Formen. Konkret schlagen die Wissenschaftler vor, dass die Einbeziehung der Weltökologie in die Weltliteratur eine Umstrukturierung der literarischen Werke beinhaltet, um den Kapitalismus als Weltökologie darzustellen. Ein weiterer Vorschlag lautete, dass der Einfluss der Weltökologie auf die Weltliteratur dazu führen sollte, dass der Schwerpunkt auf die Weltliteratur gelegt wird, deren Inhalte in den literarischen Formen der Welt sehr umfangreich sind, da die Weltökologie durch die Makrointeraktion einer Vielzahl von Systemen definiert ist. Obwohl man davon ausgeht, dass eine solche totale inhaltliche Abdeckung noch von keiner zeitgenössischen weltökologischen Literaturform vollständig erreicht wurde.
Wenn die Weltökologie auf ein Thema angewandt wird, kann es für eine Darstellung der Weltökologie im Kontext des Themas schwierig sein, genau wiedergegeben zu werden, da die Komplexität Herausforderungen für Missverständnisse schafft.
In einem Beispiel, in dem die Weltökologie als der Planet verstanden wird, der aus Subsystemen und Umgebungen besteht, die positive, neutrale oder negative Ergebnisse (z. B. Umweltschäden) hervorbringen, ist es wichtig, dass die literarischen Formen der Weltökologie in diesem Kontext über das Vokabular verfügen, das die Funktion der Weltökologie als Ganzes genau beschreibt. Dies unterstreicht die Bedeutung der Verwendung des Vokabulars in der literarischen Form der Weltökologie und dass die Weltliteratur, wenn sie richtig strukturiert ist, zum Verständnis der aufkommenden Punkte der Weltökologie im Kontext der Erde verwendet werden kann.
Eine Besonderheit weltökologischer Texte besteht darin, dass sie in ihrer inhaltlichen Abdeckung eine breite Totalität enthalten sollen, die die komplex verwobenen Funktionen der Substrukturen in der Weltökologie beschreibt, dies ist zu unterscheiden von anderen literarischen Formen, die in ihrer inhaltlichen Abdeckung eingeschränkt sein können, indem sie sich auf für die literarischen Formen spezifische Themen konzentrieren, dies betont den Unterschied zwischen weltökologischen literarischen Formen und literarischen Werken anderer Formen. Solche literarischen Formen, die nicht versuchen, die Gesamtheit der Weltökologie einzubeziehen, werden von einigen Wissenschaftlern als Texte mit geringerem Bewusstsein betrachtet.
Wissenschaftler haben darauf hingewiesen, dass eine falsche Darstellung in der weltökologischen Literatur katastrophale Auswirkungen haben kann, da eine falsche Informationsvermittlung dazu führen kann, dass wichtige Themen fälschlicherweise außer Acht gelassen werden. Es wird auch gesagt, dass die Lesemethoden integriert werden müssen, damit die Leser die wahren Informationen, die von weltliterarischen Formen produziert werden, richtig verstehen.

## Verwandte Themen

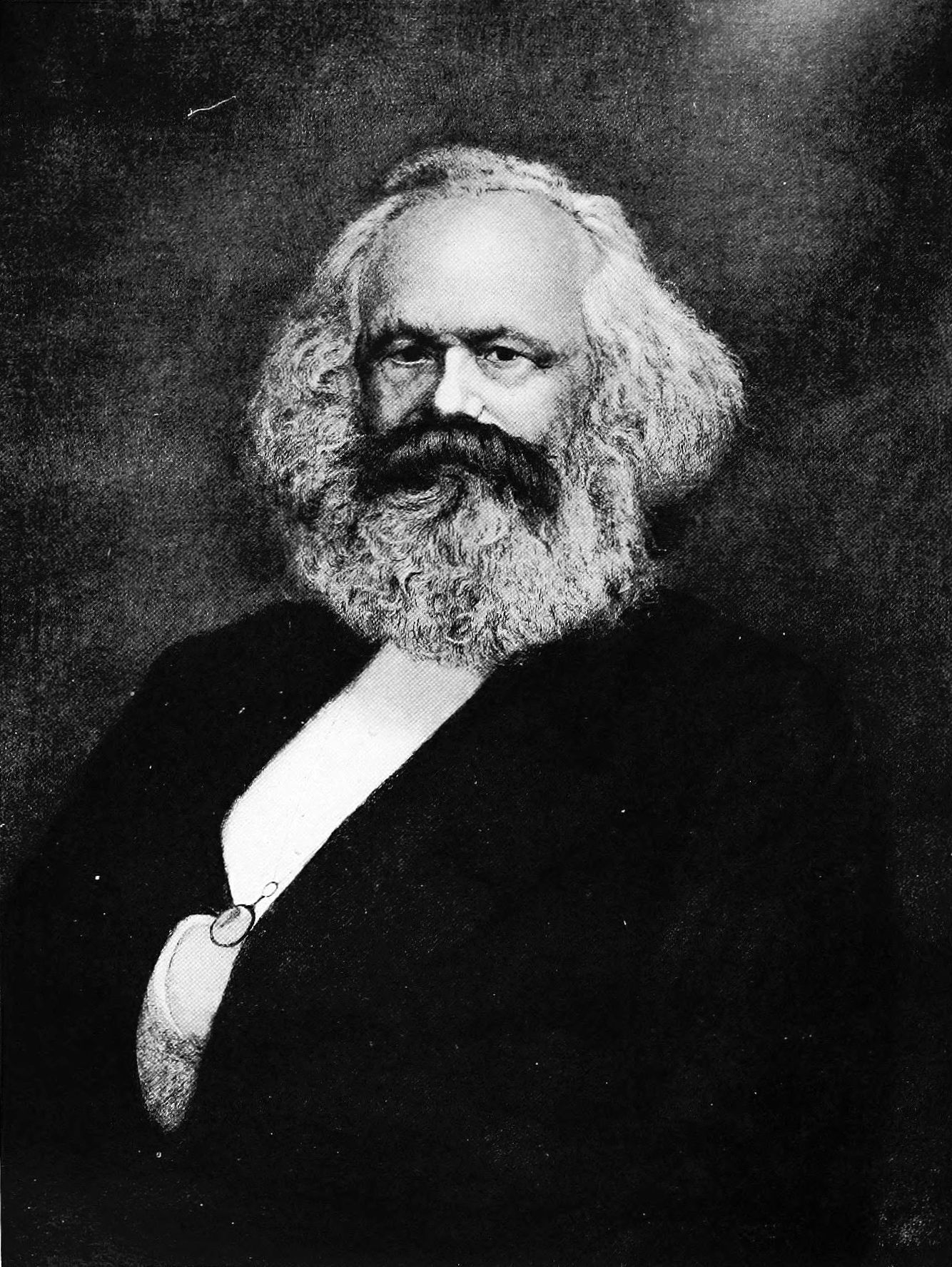
Karl Marx war ein deutscher Philosoph, der die Theorien des Marxismus begründete.

### Marxismus
Einige einschlägige Gesetze des Marxismus wurden als Erklärungshilfe für weltökologische Argumente herangezogen, die besagen, dass Kapitalismus und Naturproduktion auf verflochtene Weise funktionieren (die weltökologische Perspektive). In einer akademischen Arbeit hat Professor James W. Moore eine Theorie der Weltökologie mit Hilfe eines marxistischen Gesetzes aufgestellt, insbesondere hat er sich auf das allgemeine marxistische Gesetz der Unterproduktion bezogen, um Analysen durchzuführen, Schlussfolgerungen zu ziehen und Vorschläge zu machen. In einem anderen Text hat sich Jason W. Moore ebenfalls auf das marxistische Wertgesetz bezogen, um Vorschläge für die Auffassung des Kapitalismus als Weltökologie zu machen. Andere Wissenschaftler haben ebenfalls Konzepte des Marxismus in Verbindung mit der Weltökologie angewandt, um Konzepte zu erklären, insbesondere Konzepte, die mit der Theoretisierung des Kapitalismus als Weltökologie arbeiten.

### Ökologie
Die Weltökologie konzentriert sich auf die doppelte Interaktion von menschlicher Aktivität und Umweltproduktion. Sie betrachtet die Umwelt als ein dynamisches System verschiedener Zustände, die die menschliche Aktivität beeinflussen und von ihr beeinflusst werden, in dem Sinne, dass der Mensch die Umwelt schafft, die wiederum den Menschen schafft. Die Sichtweise des Verhältnisses von Weltökologie und Umweltschutz wurde von Wissenschaftlern auf eine Vielzahl von Fällen angewandt, z. B. von Yoan Molinero zur Analyse der Nahrungsmittelverteilung in der Landwirtschaft.
Im Hinblick auf den Umweltschutz wurde die Weltökologie auch von Dr. Sharae Deckard vom University College Dublin in einem akademischen Text angewandt, um den Planeten selbst als eine Weltökologie zu betrachten, wobei die Erde (die Weltökologie im Kontext) und ihre Unterstrukturen in weltökologischen literarischen Formen analysiert werden, um Fragen im Zusammenhang mit den Methoden der zeitgenössischen Weltliteratur zu bewerten.
Dr. Sharae Deckard weist darauf hin, dass die Umwelt der Karibik als Bestandteil der Weltökologie betrachtet werden kann und dass sich die Umwelt der Karibik innerhalb der Weltökologie durch die Interaktion mit anderen Strukturen innerhalb der Weltökologie dynamisch verändert hat, darunter menschliche Gemeinschaften, Sklavenhandel und Handlungen, die den botanischen Inhalt der Region und damit die Region selbst verändert haben. Dies zeigt, wie die Interaktionen von Substrukturen innerhalb der Weltökologie die Umwelt der Substrukturen und damit die Weltökologie selbst verändern können.
Die Weltökologie suggeriert mit dem Begriff der Umwelt, dass die Natur nicht vor der Zerstörung bewahrt, sondern nur verändert werden kann.

## Assoziierte Organisationen

### Das Weltökologie-Forschungsnetzwerk
Das World-Ecology Research Network ist eine Organisation mit Sitz in Binghamton in den Vereinigten Staaten von Amerika, deren Ziel es ist, historische Ereignisse unter dem Gesichtspunkt zu erforschen, dass menschliche Aktivitäten die Natur hervorgebracht haben und in ihr produziert werden. Das Weltökologie-Forschungsnetz veranstaltet regelmäßig Konferenzen und verschiedene Veranstaltungen, die einen Bezug zur Weltökologie haben. Auf seiner Website werden auch wissenschaftliche Texte und Artikel über Weltökologie und damit verbundene Themen veröffentlicht.
Mitwirkende
Mehrere Wissenschaftler haben zur Entwicklung und zum Eintreten für die Weltökologie beigetragen, darunter:
Jason W. Moore
Jason W. Moore ist Professor für Soziologie an der Universität von Binghamton in den Vereinigten Staaten von Amerika. Professor Moore wird zugeschrieben, dass er die Sichtweise des Kapitalismus zu einer Weltökologie geformt hat.
Sharae Deckard
Sharae Deckard ist Professorin für Weltliteratur am University College Dublin. Neben mehreren anderen Wissenschaftlern hat Sharae Deckard eine Reihe von Arbeiten zu Themen veröffentlicht, die sich mit der Weltökologie beschäftigen.

## Geschichte
Historisch gesehen bezieht sich die Weltökologie auf eine Reihe von weltökologischen Revolutionen, die in der Vergangenheit in Epochen wie dem 17. Jahrhundert an Orten wie Brasilien und Südostasien stattfanden, wobei diese Revolutionen auf dem Kapitalbedarf gesellschaftlicher Gemeinschaften innerhalb von Nationen beruhten und global an mehreren Orten stattfanden. Die Revolutionen wurden durch die Beschaffenheit der einzelnen Sozialökologien bestimmt und beeinflusst. Neben Brasilien und Südostasien fanden die Revolutionen auch in Europa und Nordamerika statt, was das Ereignis der historischen weltökologischen Revolutionen zu einem globalen historischen Thema macht.
Die Geschichte des Kapitalismus wurde ebenfalls untersucht, um die gegenwärtige Auffassung des Kapitalismus als weltökologisch besser zu verstehen. Jason W. Moore sieht in solchen Studien die Geschichte des Kapitalismus in Verbindung mit der Umweltgeschichte und stellt somit eine Verbindung zwischen den beiden Studienbereichen her. Er erörtert auch, dass der Kapitalismus, wie er in der Vergangenheit betrachtet wurde, auch als Weltökologie betrachtet werden kann, um die Erklärung eines Konzepts in einem bestimmten Kontext zu erleichtern. Die Weltökologie befasst sich auch mit der Geschichte von Gesellschaften, um deren Auswirkungen auf die Weltökologie in der Vergangenheit und ihren Beitrag zum aktuellen Zustand der Weltökologie zu analysieren, wobei diese Beiträge nützlich oder unerwünscht sein können.
Die Weltökologie hat auch insofern einen Bezug zur Geschichte, als sie darauf abzielt, frühere (sowohl aktuelle als auch langfristige) Vorstellungen von einer strikten Trennung von Natur und Gesellschaft zu dekonstruieren, indem sie ein Konzept entwickelt, das davon ausgeht, dass die beiden Strukturen eng zusammenwirken.
Wie im Abschnitt „Verwandte Themen“ erwähnt, ist die Weltökologie eng mit dem wirtschaftshistorischen Konzept des Marxismus verbunden.

## Schlüsseltexte
- Jason W. Moore: Kapitalismus im Lebensnetz: Ökologie und die Akkumulation des Kapitals. Matthes & Seitz, Berlin 2020, ISBN 978-3-95757-705-4.
- Raj Patel, Jason W. Moore: Entwertung: eine Geschichte der Welt in sieben billigen Dingen. Rowohlt, Berlin 2018, ISBN 978-3-7371-0052-6.
- Chris Campbell, Michael Niblett: The Caribbean: Aesthetics, World-Ecology, Politics. Liverpool University Press, 2016, ISBN 978-1-78138-295-0.
- Stan Goff: Mammon's Ecology. Cascade Books, Eugene, Oregon 2018, ISBN 978-1-4982-4254-7.
- Jason W. Moore: Anthropocene or Capitalocene? Nature, History and the Crisis of Capitalism. PM Press, Oakland, CA 2016, ISBN 978-1-62963-148-6.
- Tony Weis: The Ecological Hoofprint. Zed, London 2013, ISBN 978-1-350-22308-0